# Де Алмейда, Жайме
Жайме де Алмейда (порт.-браз. Jaime de Almeida; 28 августа 1920, Сан-Фиделис — 17 мая 1973, Лима) — бразильский футболист и тренер. Играл на позициях левого защитника и левого полузащитника. Сестра Жайме, Лелия Гонсалес, была известным в Бразилии политиком, защищающим права женщин.
Одна из легенд клуба «Фламенго», за который провёл 316 матчей и забил 25 голов, был капитаном команды. После окончания карьеры игрока 7 раз становился главным тренером клуба. Также играл за «Атлетико Минейро» с 1940 по 1941 год, проведя 26 встреч. В 1949 году Жайме стал первым обладателем премии Белфорта Дуарте, вручаемой футболистами, не получавшим предупреждений и удалений 10 лет.
Выступал на трёх чемпионатах Южной Америки, где провёл 10 матчей, всего за сборную Бразилии провёл 15 игр.

## Выступления за «Фламенго»
| 1938  | 1   | 0  |
| 1941  | 20  | 2  |
| 1942  | 37  | 2  |
| 1943  | 41  | 1  |
| 1944  | 33  | 5  |
| 1945  | 32  | 1  |
| 1946  | 37  | 7  |
| 1947  | 46  | 3  |
| 1948  | 43  | 2  |
| 1949  | 25  | 3  |
| 1950  | 2   | 1  |
| Всего | 343 | 31 |

## Достижения

### Командные
- Чемпион штата Минас-Жерайс: 1936, 1938
- Чемпион штата Рио-де-Жанейро: 1939, 1942, 1943, 1944

### Личные
- Обладатель премии Белфорта Дуарте: 1949[2]